# 艾士伯顿郡
艾士伯顿郡（Shire of Ashburton）是澳大利亞西澳西北部的一個地方政府 ，轄境有101,240平方公里，主要產業為礦產、油礦、天然氣、漁業和觀光業；2006年，居民有6,078人。

## 議會
艾士伯顿郡議會有議席9座，分由6個選區，各選出1至3位議員，市長非直選。

## 延伸閱讀
- (1993) Ashburton Shire - brief history, named Shire of Ashburton 18 Dec. 1987 with the main offices in Tom Price, crest described Shire of Ashburton directory, 1993, p.13

## 外部連結
- 艾士伯顿郡政府 （页面存档备份，存于）